# FC Dacia Chișinău
FC Dacia Chișinău var en moldavisk fotbollsklubb som grundades 1999. Klubben kommer från huvudstaden Chișinău och spelar på arenan Stadionul Republican som tar 10 400 vid fullsatt. Sportklubben upplöstes efter säsongen 2017.

## Meriter
- Klubben var moldavisk mästare: 2010/2011
- Moldavisk cupen:
Silver (7): 2007–08, 2008–09, 2011–12, 2012–13, 2014–15, 2015–16, 2016–17
- Moldavisk supercup: 2011

## Placering tidigare säsonger
| Säsong    | Nivå | Liga              | Placering | Referens | Kommentar              |
| --------- | ---- | ----------------- | --------- | -------- | ---------------------- |
| 2010/2011 | 1    | Divizia Națională | 1         | [ 1 ]    | Moldavisk mästare      |
| 2011/2012 | 1    | Divizia Națională | 2         | [ 2 ]    |                        |
| 2012/2013 | 1    | Divizia Națională | 2         | [ 3 ]    |                        |
| 2013/2014 | 1    | Divizia Națională | 5         | [ 4 ]    |                        |
| 2014/2015 | 1    | Divizia Națională | 2         | [ 5 ]    |                        |
| 2015/2016 | 1    | Divizia Națională | 2         | [ 6 ]    |                        |
| 2016/2017 | 1    | Divizia Națională | 2         | [ 7 ]    |                        |
| 2017      | 1    | Divizia Națională | 4         | [ 8 ]    | Upplöst (efter säsong) |
| 2018      | 1    | Divizia Națională | X         | [ 9 ]    |                        |